# St. Marys (Ontario)
St. Marys es un pueblo canadiense situado en la provincia de Ontario.

## Superficie
St. Marys tiene una superficie de 12,44 km².

## Demografía
En 2021, tenía 7386 habitantes, una densidad poblacional de 593,8 hab./km², y 3216 viviendas.